# Johannes Jørgensen
Johannes Jørgensen, también conocido como Johannes Joergensen (Svendborg, 6 de noviembre de 1866 - Svendborg, 29 de mayo de 1956) fue un escritor y poeta danés, converso al catolicismo. 

## Biografía

### Infancia y juventud
De religión protestante, dotado de una disposición melancólica y gran amante de la naturaleza, para asistir a la escuela secundaria se mudó a Copenhague a los dieciséis años, donde pronto, después de graduarse (1884), comenzó a tratar a poetas y artistas cuyas opiniones políticas iban desde el radicalismo hasta el socialismo.
Convertido en colaborador y luego editor de la revista Taarnet (La torre), publicó sus obras poéticas caracterizadas por un lenguaje metafórico de inspiración simbolista. Pese a ello se enfrentó a los exponentes de esta corriente, entre los que se encontraban los hermanos Georg y Edvard Brandes, editores del periódico liberal-radical Politiken, quienes expresaron opiniones negativas hacia los poetas de la revista Taarnet.

### Conversión a la Iglesia Católica
El encuentro con el pintor Mogens Ballin, convertido del judaísmo al catolicismo, lo llevó a convertirse del protestantismo: junto a él realizó una visita a la basílica de Asís el 1 de agosto de 1894, donde la admiración por la vida y obra de San Francisco de Asís influyó en su poética, llevándolo a escribir, en 1907, la biografía del santo. El éxito de esta obra le valió el nombramiento de ciudadano de honor de Asís y Svendborg. 
En 1913 dejó a su esposa Amalie Ewald, con la que tuvo siete hijos y en 1937, dos años después de su muerte, se volvió a casar con la austriaca Helena Klein. Probó suerte en la redacción de biografías de santos, entre ellos Santa Brígida, Santa Catalina de Siena, San Juan Bosco y San Francisco de Asís, destacando en sus obras el componente bucólico de la naturaleza, al que siempre estuvo profundamente ligado. 
Laudes Italiae y Ave, Italia especialmente (1902-1903), son dos de sus composiciones poéticas basadas en el Cántico del Hermano Sol de San Francisco, que nos ayudan a comprender mejor su gran pasión por toda Italia, y por Asís en particular.

### Regreso a Dinamarca
La Segunda Guerra Mundial le obligó a realizar diversos viajes entre Umbría, a la que dedicó otras obras, y Suecia. El final del conflicto lo devolvió a Asís, pero en 1952 volvió a su ciudad natal, a la casa donde nació en Fruestraede.
Murió el 29 de mayo de 1956 a la edad de noventa años. Fue enterrado en el cementerio de Svendborg.

### Importancia de su obra
Poco apreciado en su tierra natal salvo en la producción poética de inspiración religiosa (el poema Højskolesangbogen aparece en textos de colecciones sagradas), es difícil catalogarlo como escritor. Los relatos de viaje, comparables a los de Hans Christian Andersen, constituyen un apreciable documento informativo del registro lingüístico utilizado.
Su biografía sobre san Francisco de Asís, muestra la sensibilidad poética de Jørgensen, enamorado de la naturaleza y del arte. A través del poverello de Asís, descubrió a Jesucristo, y eso transformó su vida.
Fue nominado en cuatro ocasiones para el premio Nobel de Literatura (1926, 1932, 1942, 1950).